# Katalan (bakverk)
För andra betydelser, se Katalan (olika betydelser).

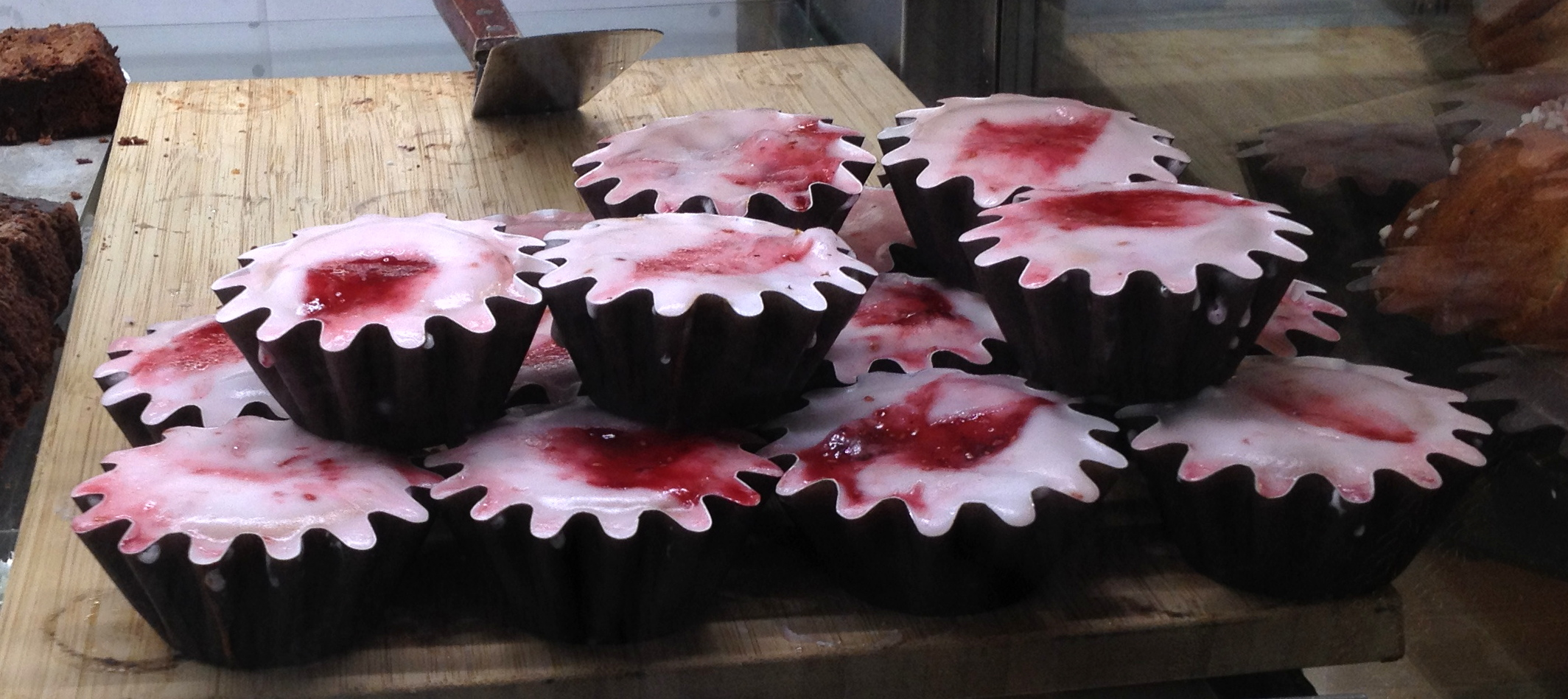
Ett antal katalaner i kafédisk i Göteborg.

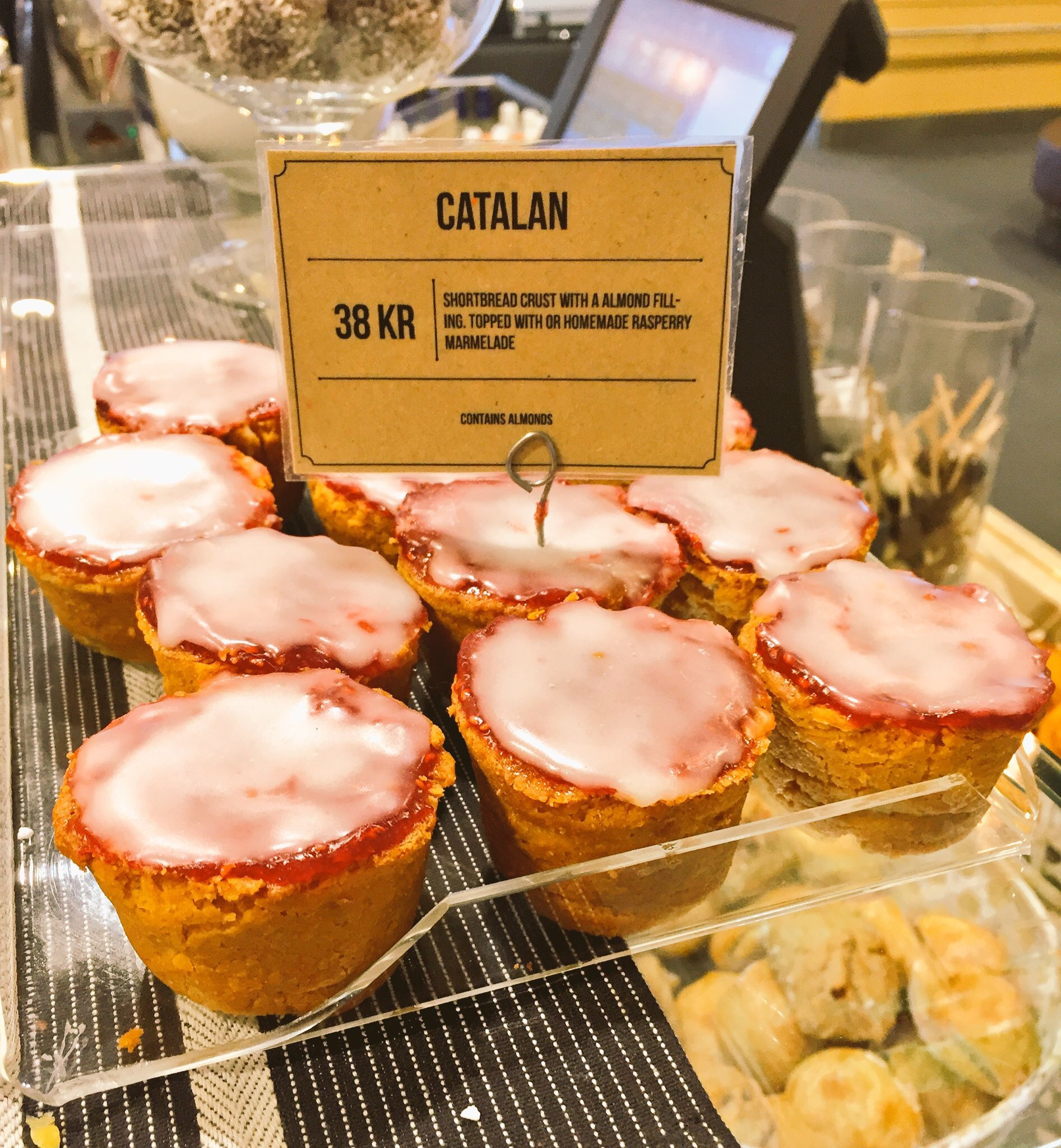
Katalaner i kafédisk på Arlanda.

En katalan (även catalan) är en kaka som i grunden är en mazarin men med hallonsylt under florsockerglasyren. Ibland är även glasyren färgad rosa.
Katalaner är runda och har ofta botten av wienerdeg medan mazariner traditionellt är ovala med botten av mördeg.
Fyllningen består av ägg, smör, mandelmassa och hallonsylt. Detta toppas med glasyr av florsocker.
Katalan var förr (i synnerhet i mitten av 1900-talet) en ofta använd beteckning på avlånga brödlimpor, särskilt i Östergötland.
Bakgrunden till det är inte klarlagd och kan antingen ha koppling till Katalonien, den italienska sångerskan Angela Catalani eller Norrköpingsbagaren (av italiensk härkomst) Alfred Catalani.